# Moritz von Prittwitz (General, 1795)

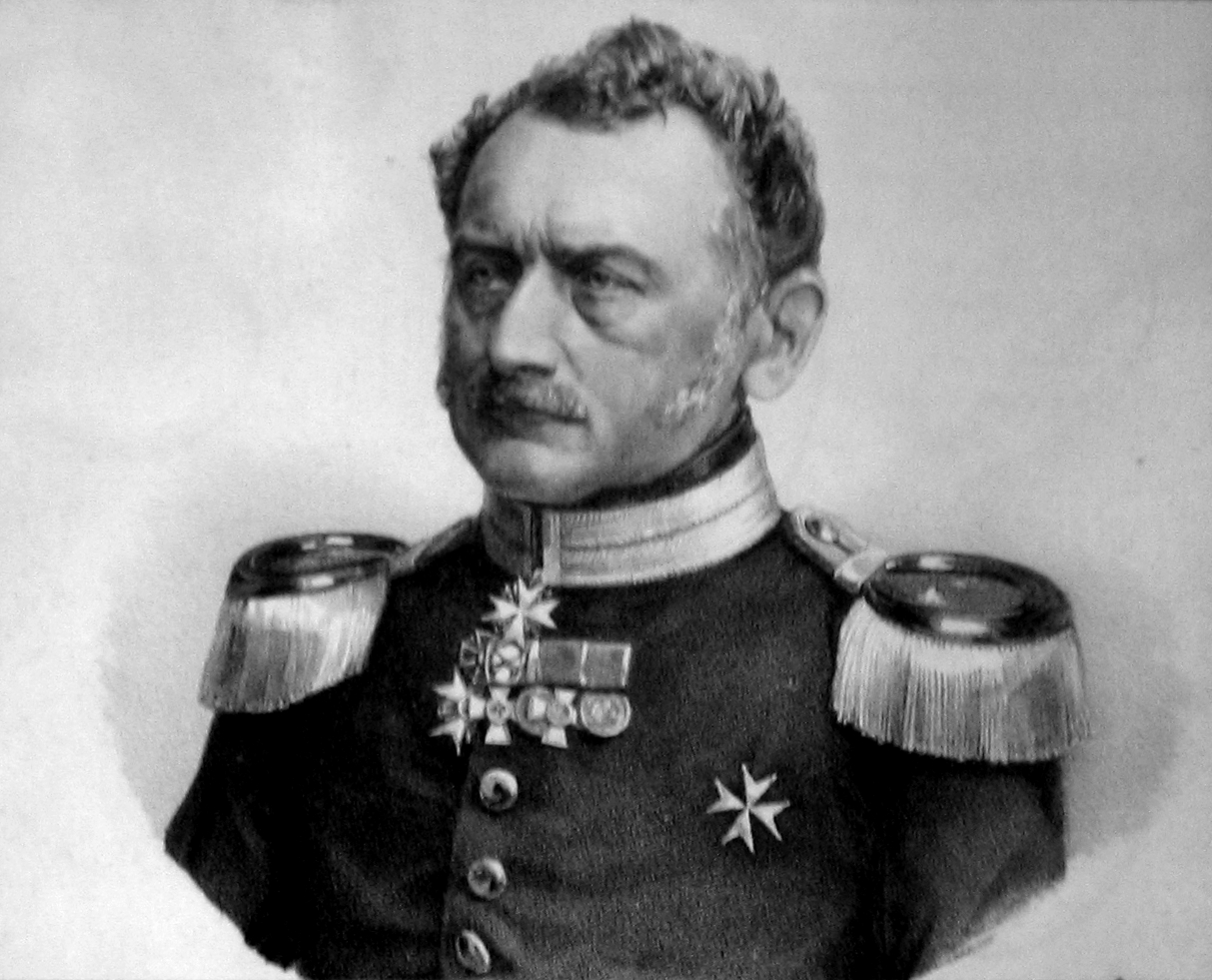
Moritz von Prittwitz

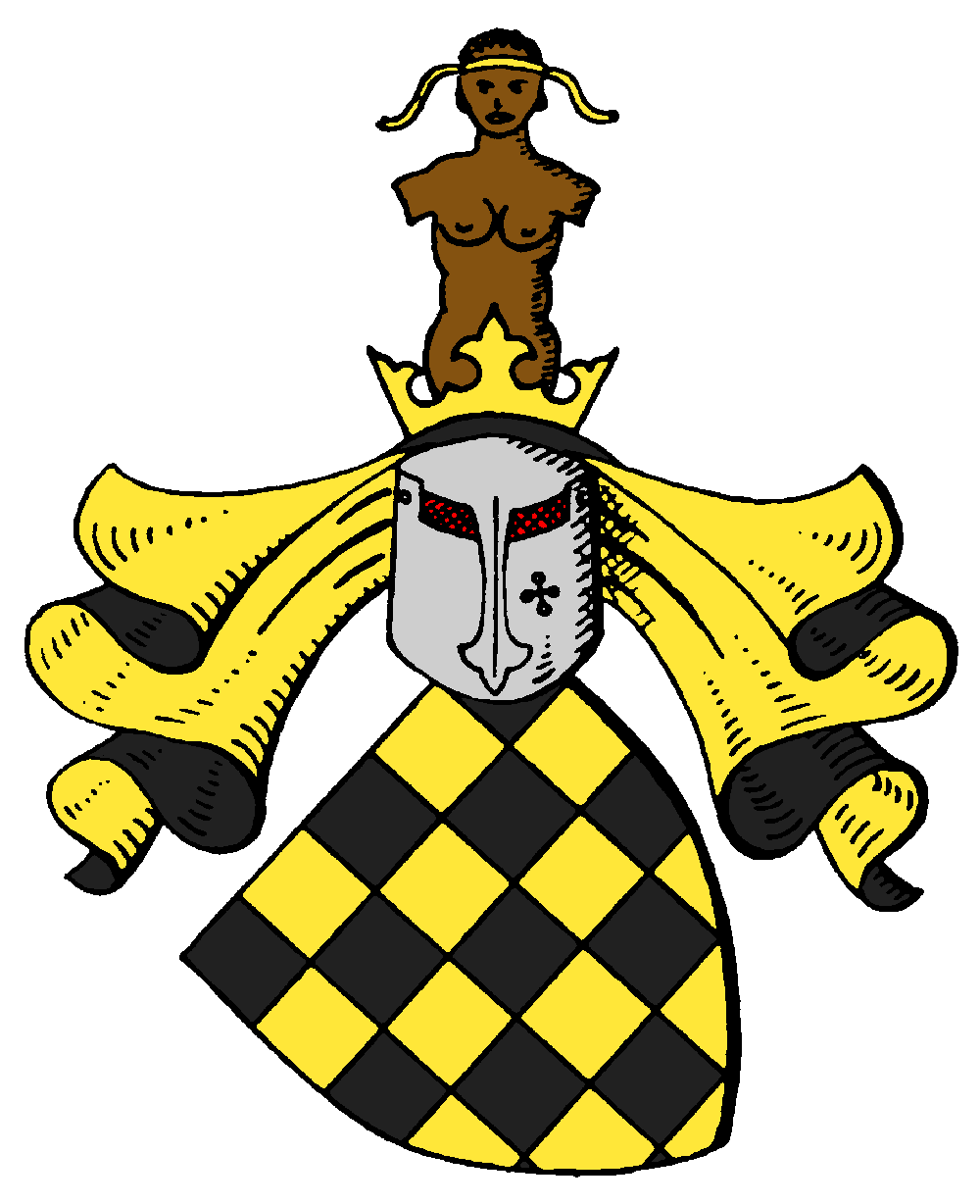
Das Wappen der Familie von Prittwitz und Gaffron

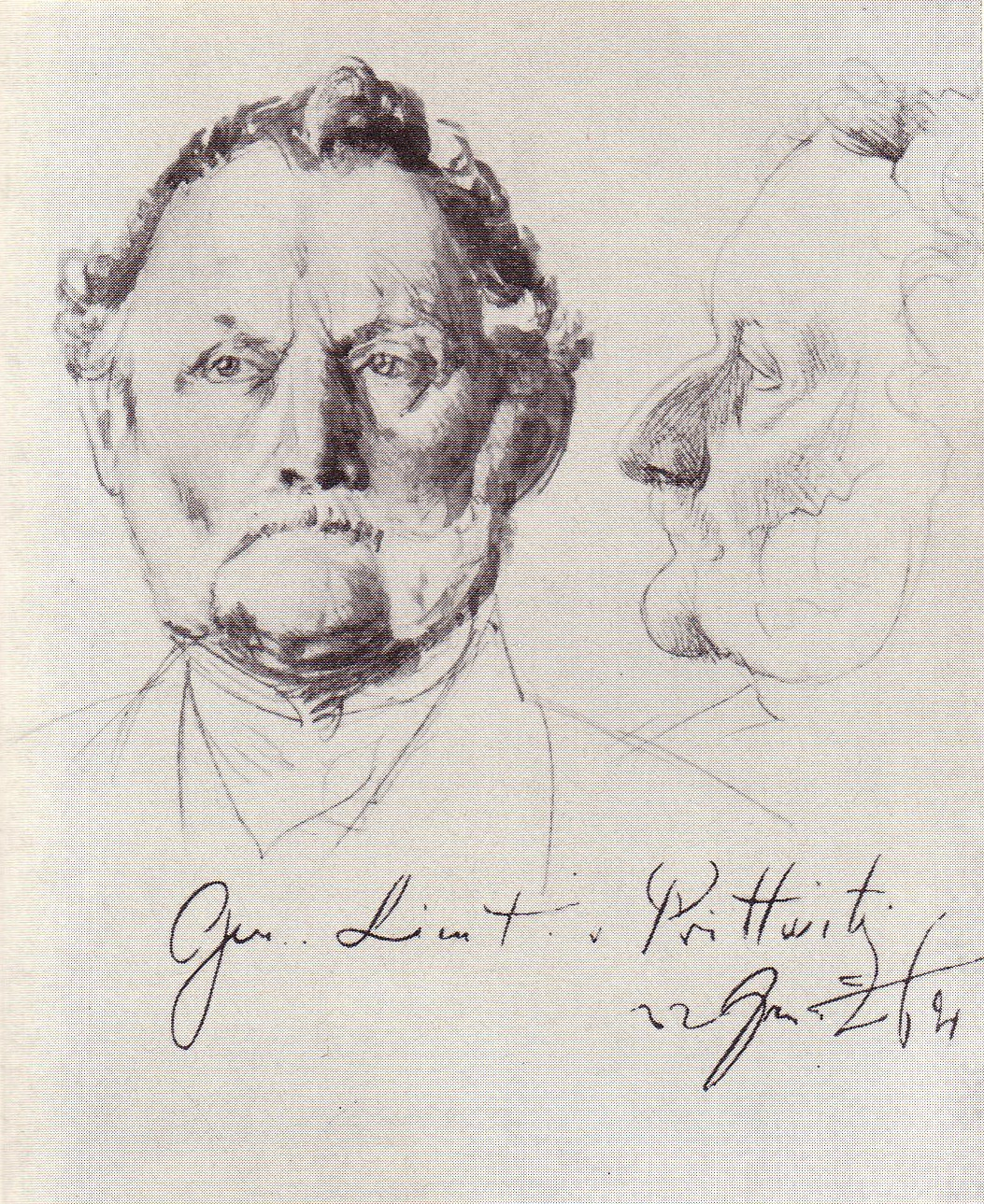
Moritz von Prittwitz
(Adolph Menzel, Nationalgalerie Berlin)

Moritz Karl Ernst von Prittwitz und Gaffron (* 9. Februar 1795 auf Gut Kreisewitz; † 21. Oktober 1885 in Berlin) war ein preußischer General der Infanterie, Festungsbaudirektor in Ulm, zweiter Generalinspekteur der preußischen Festungen und Ehrenritter des Johanniterordens.

## Leben

### Herkunft
Moritz Karl Ernst entstammte dem alten, weit verzweigten schlesischen Adelsgeschlecht von Prittwitz und Gaffron. Er war der Sohn des preußischen Rittmeisters, Landrats, Landesältesten und Gutsbesitzers Ernst Carl Ludwig von Prittwitz und Gaffron (1743–1831), Herr auf Gut Kreisewitz, und dessen zweiten Ehefrau Johanna Sophie, geborene von Prittwitz (1762–1832) aus dem Hause Karisch.

### Militärkarriere
Zunächst nur von einem Hauslehrer erzogen, besuchte Prittwitz 1808/12 das Gymnasium in Brieg, wo er sich besonders für Mathematik und Botanik begeisterte. Schon nach zwei Jahren wurde er in die Prima versetzt und machte 1812 als 17-Jähriger ein hervorragendes Abitur. Anschließend studierte er Rechtswissenschaften an der Universität Breslau.
Im März 1813 unterbrach er sein Studium und trat während der Befreiungskriege als Freiwilliger bei den Pionieren der Preußischen Armee ein. Auf Empfehlung des Mathematik-Professors Brandes trat er in das Ingenieurkorps über, wurde am 12. März 1813 Portepeefähnrich und kam nach bestandenem Offizierexamen in Garnison nach Glatz, wo er am 20. August desselben Jahres zum Sekondeleutnant befördert wurde. Im September 1813 wurde er zum Bau eines verschanzten Lagers bei Wartha abkommandiert. 1815 wurde er erst so spät dem Armeekorps in Givet zur Belagerung der feindlichen Befestigungen zugeteilt, dass er erst nach Kriegsende dort eintraf, aber trotzdem zunächst in Frankreich blieb.
Im Winter 1815/16 war er Platzingenieur in Landrecies und bis Herbst 1818 mit der Vermessung der Festung Mezières und ihrer Umgebung beschäftigt. In dieser Zeit veröffentlichte sein Professor Brandes in Breslau ein älteres Mathematik-Manuskript von Prittwitz „über die Curven, die durch ihre Subtangenten rectificirt werden“. Am 12. Mai 1816 wurde er Premierleutnant und am 25. August 1818 zum Kapitän befördert.
Aus Frankreich zurückgekehrt, wurde Prittwitz von 1818 bis zum Frühjahr 1824 zum Festungsbau in Koblenz abkommandiert, wo er abwechselnd Baupostenoffizier der Feste Kaiser Franz, der Feste Kaiser Alexander und der Stadtbefestigung war. Am 24. April 1824 wurde er als zweiter Adjutant dem Generalinspekteur der preußischen Festungen und Chef des Ingenieurkorps, dem damaligen Generalleutnant und späteren Kriegsminister Gustav von Rauch, zugeteilt, was er bis 1828 blieb. Indem Prittwitz während dieser Jahre durch Rauch sehr gefördert wurde, schrieb und veröffentlichte er sein Buch Die Beiträge zur angewandten Befestigungskunst, erläutert durch 100 Tafeln. 1826 wurde Prittwitz zum Hauptmann 1. Klasse befördert und im April 1828 zum Festungsbaudirektor der Festung Posen ernannt.
Während seiner Jahre in Posen veröffentlichte er mehrere Manuskripte, allerdings nicht unter eigenem Namen. Dort lernte er während der polnischen Revolution 1830/31, durch seine Dienststellung bedingt, den Generalfeldmarschall von Gneisenau, den späteren Generalfeldmarschall von Wrangel, General von Clausewitz und andere hohe Offiziere des Generalstabes kennen und verbrachte 1838 eine längere Zeit im Gefolge der Generale von Grolman und von Aster im Hauptquartier des russischen Zaren Nikolaus I. in Warschau.
Am 28. April 1838 wurde er zum Major befördert und wurde durch Vermittlung seines früheren Chefs, des Kriegsministers und Generals von Rauch, am 5. Mai 1838 zum Festungsbaudirektor der Bundesfestung Ulm ernannt, wo er nicht nur auf die Bauausführung, sondern vor allem auf die Entwürfe großen Einfluss hatte. Am 31. März 1846 wurde Prittwitz zum Oberstleutnant und am 9. Mai 1849 zum Oberst befördert. Als solcher nahm er im gleichen Jahr während der Niederschlagung der Badischen Revolution an dem Gefecht in Gernsbach sowie der Einschließung und Beschießung von Rastatt teil.
Mitte November 1850 wurde er nach Berlin zurückberufen und mit der Wahrnehmung der Geschäfte als Inspekteur der 1. Ingenieur-Inspektion beauftragt. Am 30. September 1851 folgte seine Ernennung zum Inspekteur. Unter seiner Mitwirkung als führender preußischer Festungsbaumeister hat der Berliner Stararchitekt Friedrich August Stüler die Burg Hohenzollern in Bisingen wiederhergestellt (Grundsteinlegung 1850).
In Berlin wurde Prittwitz im Frühjahr 1851 zum Abgeordneten gewählt und war bis 1857 Mitglied des Abgeordnetenhauses. Doch wegen der Interessenkonflikte zwischen politischem Mandat und militärischem Auftrag legte er 1857 schließlich sein Mandat nieder, zumal er inzwischen zum Inspekteur der Vereinigten Artillerie- und Ingenieur-Schule in Berlin ernannt und am 22. März 1853 zum Generalmajor befördert worden war. Am 22. Mai 1858 erfolgte seine Beförderung zum Generalleutnant und 1860 auch seine Ernennung zum zweiten Generalinspekteur der Festungen. In Würdigung seiner Verdienste verlieh ihm König Wilhelm I. am 18. Januar 1861 den Roten Adlerorden I. Klasse mit Eichenlaub sowie am 11. März 1863 anlässlich des 50-jährigen Dienstjubiläums den Kronenorden I. Klasse. Auf seinen Wunsch hin wurde Prittwitz am 12. März 1863 mit der gesetzlichen Pension zur Disposition gestellt, blieb aber Mitglied mit Sitz und Stimme im Ingenieurkomitee.
In den Jahren des Ruhestands verfasste Prittwitz in seinem Berliner Wohnsitz noch etliche literarische Arbeiten, darunter seine Schriften über Phrenologie und über „Frauenwirtschaft“, sein Lehrbuch der Befestigungskunst und des Festungskrieges, das bald in mehrere Sprachen wie u. a. ins Französische und Türkische übersetzt wurde, sowie seine Andeutungen über die Grenzen der Zivilisation. Hier verfasste er auch seine Prittwitz'sche(n) Blätter, eine Schule der Festungsbaukunst. Außerdem war er Vorstand im Centralverein für das Wohl der arbeitenden Klassen und übernahm auf Bitten des Kronprinzen im Oktober 1866 den Vorsitz im geschäftsführenden Ausschuss der Victoria-National-Invaliden-Stiftung.
Bei Ausbruch des Krieges gegen Frankreich wurde Prittwitz am 20. Juli 1870 für die Dauer des mobilen Verhältnisses auf ausdrücklichen Wunsch des württembergischen Königs Karl I. zum Gouverneur der von ihm erbauten Festung Ulm ernannt. Außerdem würdigte er ihn durch die Verleihung des Großkreuzes des Ordens der Württembergischen Krone mit Schwertern. Unter Verleihung des Charakters als General der Infanterie wurde Prittwitz nach dem Friedensschluss am 27. Juli 1871 von seiner Stellung als Gouverneur entbunden.
Er wurde am 24. Oktober 1885 auf dem Friedhof in der Hasenheide in Berlin beigesetzt.

### Familie
Prittwitz heiratete am 9. Februar 1830 in Schellin Domicilie von Colbe (1810–1871), die Tochter des Gutsbesitzers Ferdinand von Colbe, Herr auf Liszewo, und der Henriette Nehring. Aus der Ehe, die am 25. August 1848 wieder geschieden wurde, gingen folgende Kinder hervor:
- Hans Gustav Victor (1831–1884), preußischer Hauptmann a. D. ⚭ 1864 Charlotte Ottilie Wilhelmine Anna von Randow (1840–1929)[2]
- Ernst (1833–1904), preußischer Generalleutnant ⚭ 1885 Franziska Freiin von Türckheim zu Altdorf (1855–1936)
- Elisabeth (1834–1899) ⚭ Paul von Krenski (1827–1885), preußischer Generalmajor
- Anna Therese Wilhelmine (* 1836)
- Walter (1840–1901), preußischer Generalleutnant ⚭ 1882 Marie von Puttkamer (* 1855).
- Cordula Domicilia (* 1838) ⚭ 1868 Rudolf Wilhelm Otto von Bandemer (* 1829)

## Ehrungen
- Aufgrund seiner Verdienste wurden je ein Fort in Posen und in Ulm „von Prittwitz“ benannt.
- Ihm zu Ehren gibt es noch heute in Ulm die Prittwitzstraße.

## Werke
- Beiträge zur angewandten Befestigungskunst und des Festungskrieges. Posen 1836.
- Kann zu viel produzirt werden? Hoff, Mannheim 1837. Digitalisat
- Die Kunst Reich zu werden. Mannheim 1840. Digitalisat
- Über allgemeine Landesbewaffnung. Ulm 1848, Digitalisat
- Andeutungen über die künftigen Fortschritte und die Grenzen der Zivilisation. 2. Auflage, Berlin 1855.
- Repertorium für den Festungskrieg. Berlin 1856, Digitalisat
- Über die Verwendung der Infanterie bei Verteidigung der Festungen. Berlin 1858.
- Lehrbuch der Befestigungskunst und des Festungskrieges. Berlin 1865, Digitalisat